# Max Leon Flemming

Max Leon Flemming als Corpsstudent im Wintersemester 1902/03

Max Leon Flemming (* 7. September 1881 in Neuss; † 16. April 1956 in Berlin) war ein deutscher Kaufmann, Konsul der Niederlande, Kunstsammler und -mäzen.

## Leben
Nach dem Abitur am Brühler humanistischen Gymnasium studierte Max Leon Flemming in Stuttgart, München und Berlin Chemie. 1901 schloss er sich in Berlin dem Corps Saxonia an. Zusätzlich hörte er immer wieder Vorlesungen in Literatur und Kunstgeschichte. 1905 musste er das Studium abbrechen, um nach dem Tode seines Vaters die von seinem Urgroßvater 1833 in Neuss gegründete Seifen- und Stearinfabrik Theodor Flemming Söhne weiterzuführen. Einige Jahre später verlegte er den Firmensitz nach Hamburg an den Jungfernsteg.
Im Zeitraum von 1908 bis 1929 war Flemming einer der bedeutendsten deutschen Sammler zeitgenössischer Kunst. So umfasste die Sammlung Flemmings das Gemälde „Vase“, das Pablo Picasso 1908 malte, welches heute eines der Glanzstücke des Museum of Modern Art (MoMA) in New York ist. Seine Sammlung umfasste Bilder von Pablo Picasso, August Macke, Marc Chagall, Ferdinand Hodler, Wassily Kandinsky, Emil Nolde, Max Pechstein oder Henri Rousseau. 1922 schrieb der "Cicerone", eine mit der heutigen "Weltkunst" vergleichbare Zeitschrift: "In den schönen Räumen der Sammlung Flemming ist eine solche Fülle von Kunstwerken verstreut, dass es uns unmöglich wäre, dem Material im Rahmen eines kurzen Aufsatzes gerecht zu werden. Fünf Bilder von Picasso beispielsweise nennt Flemming sein Eigen. Sie zeigen den Weg, den dieser faustische Künstler gegangen ist – von der grausamen Diesseitigkeit der ,Absinthtrinkerin‘ über das sinnlich-schöne Interieur mit den sich waschenden Mädchen bis zu der unvergesslichen, ganz gegenstandslosen ,Violinspielerin‘. Wie soll man all das beschreiben, da man's doch nur erleben kann?"
Hamburger Kaufleute und Mäzene haben ihre Stadt in den zwanziger Jahren für eine Weile zu einer Hochburg der Moderne gemacht. Die Privatsammlung von Max Leon Flemming war vielleicht die bedeutendste. Flemming sowie einige andere Privatsammler wie Paul Rauert, deren private Sammlungen weitaus bedeutender als die der Kunsthalle waren, entdeckten um 1908 zuerst die Künstlergruppe "Die Brücke" in Dresden und andere moderne Entwicklungen in der Kunst und erwarben deren Werke teilweise in großem Umfang. Flemming wurde somit zu einem der Wegbereiter der modernen Kunst.
1920 schenkte er der Hamburger Kunsthalle zwei Bilder, Pechsteins "Morgen im Haff" und Schmidt-Rottluffs "Oldenburger Marschlandschaft", was ihm einen ewigen Platz auf der Stiftertafel in der Rotunde der Hamburger Kunsthalle einbrachte. Diese beiden Bilder wurden jedoch 1937 von den Nationalsozialisten als "entartet" eingestuft und konfisziert. Ihr Verbleib ist unbekannt.
In seinem Haus in der Badestraße verkehrten Wassily Kandinsky, Erich Heckel, Karl Schmidt-Rottluff, Marie Laurencin, Heinrich Stegemann, Kurt Schwitters und der Pariser Malerpoet Hans Reichel. Zu seinen Gästen gehörten weiterhin Dichter wie Walter Hasenclever, Theodor Däubler und der französische Lyriker Paul Éluard, die Tänzerinnen Mary Wigman und Gret Palucca, die Kabarettistin Claire Waldoff und Joachim Ringelnatz.
Viele seiner Bilder musste er 1929 in der Weltwirtschaftskrise verkaufen, um den Konkurs seines Unternehmens abzuwenden.
Nach 1929 zog er nach Berlin in der Margarethenstraße 4, zwischen Tiergarten und Potsdamer Platz. Seine Wohnung war ein Refugium für manchen Künstler in der Zeit der nationalsozialistischen Diktatur und ein Szene-Treff der künstlerischen Avantgarde des Berlins der Nachkriegszeit. Zu seinen Gästen gehörten Heinz Trökes, Hans Thiemann, Alexander Camaro, Mac Zimmermann, Werner Heldt, Hans Uhlmann, Karl Hartung und Bernhard Heiliger. Durch regelmäßige Zusammenkünfte seiner Berliner Corpsbrüder in seiner Wohnung während der nationalsozialistischen Verbotszeit und den ersten Nachkriegsjahren hat er sich um den inneren Zusammenhalt des Corps Saxonia-Berlin verdient gemacht.
1945 wurde er zusammen mit Gerd Rosen und Heinz Trökes Mitgründer der ersten deutschen Nachkriegsgalerie der Moderne, der Galerie Gerd Rosen in Berlin.
Flemming war viermal verheiratet. Sein Sohn war der ehemalige Hamburger Kunstpapst Hanns Theodor Flemming (1915–2005). Die Trauer- und Gedenkansprachen nach seinem Tod hielten in Berlin Friedrich Ahlers-Hestermann und in Neuss Georg Alexander Mathéy.